# Кодекс Аброганс
Кодекс Аброганс (лат. Codex Abrogans) — латино-древневерхненемецкий глоссарий XIII века. Считается самой старой сохранившейся книгой на немецком языке, завершение написания кодекса датируется между 765 и 775 годами.
Предположительно был написан под руководством епископа Фрайзинга Арибо.
Является ценным источником для примерно 3600 древневерхненемецких слов.
Содержит расшифровку латинских терминов, преимущественно из Ветхого и Нового Заветов. Назван в честь первого расшифровываемого слова, abrogans — «смиренный». При этом одновременно указаны латинский термин, его объяснение на более простой латыни, подходящий немецкий термин и соответствующее объяснение. Это связано с тем, что он является переводом латино-латинского глоссария.
Имеется три сохранившихся рукописи кодекса, а оригинал был утерян.